# Bruno Genevois
Pour les articles homonymes, voir Genevois.
Bruno Genevois, né le 13 décembre 1941 à Paris, est un haut fonctionnaire français.
Spécialiste du droit public, il fut notamment président de la section du contentieux du Conseil d'État de 2004 à 2006.

## Biographie

### Jeunesse et études
Diplômé de l'Institut d'études politiques de Paris, il est admis à l'École nationale d'administration (Promotion Marcel Proust), dont il sort dans la botte.

### Parcours professionnel
Il entre au Conseil d'État après sa scolarité à l'ENA. Il est nommé commissaire du gouvernement en 1976. Il exerce ces fonctions pendant dix ans, jusqu'en juin 1985,.
Il conclut sur quelques grand arrêts, comme l'affaire Cohn-Bendit.
En juillet 1985, il est détaché auprès du ministère de l'Intérieur et de la Décentralisation,. Il y exerce les fonctions de directeur de la réglementation et du contentieux,.
En avril 1986, il devient secrétaire général du Conseil constitutionnel, fonction qu'il exerce jusqu'en 1993,.
Nommé conseiller d'État en avril 1988, il réintègre le Conseil en janvier 1993,. Il est nommé président de la 1re sous-section du contentieux en 1995, il en sera l'un des présidents adjoints de 1999 à 2002,. Entre 2002 et 2004, il préside la section de l'intérieur.
De 2004 à 2006, il préside la Section du contentieux, où il succède à Daniel Labetoulle. De janvier 1999 à mars 2002, il siège également au Tribunal des conflits.
Auteur de très nombreux articles, conclusions et notes juridiques, il est l'un des auteurs actuels des Grands arrêts de la jurisprudence administrative et demeure un spécialiste reconnu du droit public. Le sociologue Bruno Latour, qui mène une enquête sur le Conseil d’État dans les années 1980 pour son livre La Fabrique du droit : une ethnographie du Conseil d'État, considère que Genevois « est représentati[f] de ceux que l’on peut appeler les virtuoses du droit administratif [...] comme [...] Bruno Genevois, capable de citer de mémoire des centaines d’arrêts avec la date, la page du Lebon et le nom du commissaire de l’époque ».
Maintenu en activité au-delà de la limite d'âge, il a été président adjoint de la section des finances jusqu'en décembre 2009. Il conserve cependant une activité juridique et doctrinale.
En novembre 2009, il est nommé membre du conseil de l'ordre national de la Légion d'honneur, fonctions qu'il exerce jusqu'en avril 2018.
Il a été à la tête de l'Agence française de lutte contre le dopage (AFLD) du 2 octobre 2010, à septembre 2017.

## Hommages et distinctions
- Commandeur de la Légion d'honneur[14].
- Grand officier de l'ordre national du Mérite[15].
- Chevalier de l'ordre des Palmes académiques.

## Œuvres et publications

### Ouvrages
- Marceau Long, Prosper Weil, Guy Braibant, Pierre Delvové, Bruno Genevois, Les grands arrêts de la jurisprudence administrative, Dalloz, aout 2017 (21e édition), 1018 p.  (ISBN 978-2-247-07424-2).
- Bruno Genevois, La jurisprudence du Conseil constitutionnel, Paris, Sciences et techniques humaines, 1988, 406 p.

### Sélection d'articles
- « Continuité et convergence des jurisprudences constitutionnelle et administrative », RFDA,‎ 1990, p. 143.
- « Le contrôle de la constitutionnalité du statut de la collectivité territoriale de Corse », RFDA,‎ 1991, p. 407.
- « Le juge de l'élection et le contrôle des comptes de campagne », RFDA,‎ 1991, p. 887.
- " Sur la hiérarchie des décisions du Conseil d’État statuant au contentieux ", in Mélanges René Chapus, Paris, LGDJ, coll. « Anthologie du droit », décembre 2013 (1re  éd. 1992), p. 245.
- « L'entrée des étrangers en France : le rappel des exigences constitutionnelles », RFDA,‎ 1992, p. 185.
- « Le Traité sur l'Union européenne et la Constitution. À propos de la décision du Conseil constitutionnel no 92-308 DC du 9 avril 1992 », RFDA,‎ 1992, p. 373.
- « Un statut constitutionnel pour les étrangers », RFDA,‎ 1993, p. 871.
- " Le nouveau rôle du juge de l’élection ", Pouvoirs, no 70, L’argent des élections, 1994, pp. 69–81.
- « Le principe d'égalité et la libre administration des collectivités territoriales », RFDA,‎ 1994, p. 209.
- " Normes de référence du contrôle de constitutionnalité et respect de la hiérarchie en leur sein ", L’État de droit : mélanges en l'honneur de Guy Braibant, Paris, Dalloz, 1996, pp. 323-340.
- « Une catégorie de principes de valeur constitutionnelle : les principes fondamentaux reconnus par les lois de la République », RFDA,‎ 1998, p. 477.
- « Les limites d'ordre juridique à l'intervention du pouvoir constituant », RFDA,‎ 1998, p. 909.
- « Le Conseil constitutionnel et le droit pénal international », RFDA,‎ 1999, p. 285.
- « Les immunités prévues par la Constitution et le contrôle juridictionnel. Le droit français confronté au droit italien », RFDA,‎ 2000, p. 511.
- « La chasse et le droit constitutionnel. Conditions d'exercice du pouvoir réglementaire et compétence de la juridiction administrative », RFDA,‎ 2000, p. 668.
- « Le Conseil d’État n'est pas le censeur de la loi au regard de la Constitution », RFDA,‎ 2000, p. 715.
- « Le commissaire du gouvernement et les exigences du procès équitable. Réconfortant et déconcertant », RFDA,‎ 2001, p. 991.
- " Le football, la gloire fragile d’un jeu ", Pouvoirs, no 101, Le football, 2002, pp. 5-14.
- « Le Conseil d’État et l'interprétation de la loi », RFDA,‎ 2002, p. 877.
- « Un universitaire au Conseil constitutionnel : le Doyen Georges Vedel », RFDA,‎ 2004, p. 215.
- « Le Conseil constitutionnel et le droit communautaire dérivé (à propos de la décision no 2004-496 DC du 10 juin 2004) », RFDA,‎ 2004, p. 651.
- « Le Conseil constitutionnel et la primauté du droit communautaire », RFDA,‎ 2005, p. 239.
- " Conserver l'apport du commissaire du gouvernement tout en prenant en compte la jurisprudence européenne ", AJDA, 2006, p. 900.
- " Un faux ami : le principe du parallélisme des compétences ", in Mélanges dédiés à Daniel Labetoulle : Juger l’administration, administrer la justice, 2007, pp. 407-423.
- « L'application du droit communautaire par le Conseil d'État », RFDA,‎ 2009, p. 201.
- « Le contrôle a priori de constitutionnalité au service du contrôle a posteriori », RFDA,‎ 2010, p. 1.
- « La Convention européenne des droits de l'homme et la Charte des droits fondamentaux de l'Union européenne : complémentarité ou concurrence ? », RFDA,‎ 2010, p. 437.
- « Un exemple de l'influence du contrôle a posteriori sur le contrôle a priori : l'application de la jurisprudence État d'urgence en Nouvelle-Calédonie », RFDA,‎ 2013, p. 1.
- « L'attribution de la Légion d'honneur : un encadrement juridique méconnu », RFDA,‎ 2018, p. 441.
- « L'application de l'article 38 de la Constitution : un régime juridique cohérent et nullement baroque », RFDA,‎ 2018, p. 755.

### Ouvrages
- Collectif, Mélanges en l'honneur du président Bruno Genevois : le dialogue des juges, Paris, Dalloz, 2009, 1111 p.  : sommaire en ligne.

### Articles
- [AJDA 2004] « Bruno Genevois président de la section du contentieux », AJDA,‎ 2004, p. 41 (lire en ligne).
- [Le Monde 1985] « Les sept nouveaux directeurs au ministère de l'Intérieur », Le Monde,‎ 11 oct. 1985 (lire en ligne).
- « Hommage au Président Genevois », Propos recueillis par Franck Moderne et Pierre Delvolvé, RFDA, 2007, p. 1.